# Cal Roldan (Sant Just Desvern)
Cal Roldan és un edifici del municipi de Sant Just Desvern (Baix Llobregat) que forma part de l'Inventari del Patrimoni Arquitectònic de Catalunya. És una masia amb cos afegit a ponent. Està orientada a migdia, posseí, antigament, un cos adossat frontalment a la façana, amb galeries que posteriorment foren tapiades. Té el portal dovellat. Part de les parets són de maó amb les cantonades de pedra.
Hi ha noves de la família Canyet des de l'any 1308 fins al 1539, com a pagesos veïns de Sant Just, però no hi ha referències específiques de la casa. A partir del segle xviii, s'anomenà Can Roldan.